# Ишков, Александр Акимович
Александр Акимович Ишков (16 августа (29 августа) 1905, Ставрополь, Российская империя — 1 июня 1988, Москва, РСФСР, СССР) — советский государственный деятель. Герой Социалистического Труда (1975). Руководитель рыбной промышленности СССР  в 1940—1950 и 1954—1979 годах.
К его достижениям относят создание супермощного крупнотоннажного рыбопромыслового и транспортно-рефрижераторного флота, строительство плавбаз. Советский рыболовный промысел стал охватывать Мировой океан на всех широтах — от Арктики до Антарктики. Выступил инициатором учреждения отраслевого профессионального праздника — Дня рыбака.
В то же время при Ишкове в отрасли сложилась система, когда распределение проводилось коррумпированными чиновниками, что в 1970-х годах вылилось в серию крупнейших скандалов вокруг магазинов «Океан».

## Биография
Родился в рабочей семье.
В 1957 году окончил Ростовский-на-Дону педагогический институт (заочно).
Депутат Верховного Совета СССР 2 и 7-9 созывов. Член ВКП(б) с 1927 года. В 1956—1981 годах — кандидат в члены ЦК КПСС.
С февраля 1979 года — персональный пенсионер союзного значения. Жил в Москве.
Похоронен в Москве на Кунцевском кладбище.

### Деятельность
- Трудовую деятельность начал в 1919 году подручным мастера электромеханической мастерской.
- С марта 1921 г. — электромонтер в Ставрополе.
- В 1925—1927 гг. — инструктор, секретарь Ставропольского окружного комитета ВЛКСМ.
- В 1927—1929 гг. — секретарь Благодарненского райкома ВЛКСМ Ставропольского края.
- В 1929—1930 гг. — слушатель практической академии имени Андреева в Новороссийске.
- С 1930 года в рыбной промышленности:
  - в 1930 г. — заведующий орготделом Азово-Черноморского крайрыбаксоюза;
  - в 1931—1933 гг. — заместитель председателя Азово-Черноморского крайрыбаксоюза;
  - в 1933—1939 гг. — председатель Кубанского межрайрыбаксоюза, затем управляющий Азово-Черноморским и Волго-Каспийским госрыбтрестами.
  - в 1939—1940 гг. — заместитель народного комиссара;
  - в 1940—1946 гг. — народный комиссар рыбной промышленности СССР. В конце 1940-х — начале 1950-х годов организовывались экспедиции в бассейны Тихого, Атлантического, Северного — Ледовитого океанов. Стали внедряться разноглубинные тралы, которые резко подняли уловы за счет освоения путассу, океанических сельдей, скумбрии, сардинеллы и т. п.;
  - в 1946—1948 гг. — министр рыбной промышленности западных районов СССР;
  - в 1948—1950 гг. — министр рыбной промышленности СССР;
  - в 1950—1952 гг. — заместитель министра рыбной промышленности СССР;
  - в 1952—1953 гг. — начальник Главного управления рыбной промышленности Азово-Черноморского бассейна Министерства рыбной промышленности СССР;
  - в марте-ноябре 1953 г.— начальник Главного управления рыбной промышленности южных бассейнов Министерства промышленности продовольственных товаров СССР;
  - в 1953—1954 гг. — первый заместитель министра промышленности продовольственных товаров СССР;
  - в 1954—1957 гг. — министр рыбной промышленности СССР. В 1956 году инициировал организацию строительства больших морозильных рыболовных траулеров в СССР, которые ранее поставлялись из ГДР. С появлением этих судов началась новая эпоха в рыболовстве: улов стал обрабатываться непосредственно в море, на берег доставлялась готовая продукция;
  - в 1957—1960 гг. — начальник отдела Госплана СССР — министр СССР;
  - в 1960—1962 гг. — начальник Главного управления рыбного хозяйства при Госплане СССР — министр СССР;
  - в 1962—1963 гг. — председатель Государственного комитета Совета Министров СССР по рыбному хозяйству;
  - в 1963—1964 гг. — председатель государственного комитета по рыбному хозяйству при Совете народного хозяйства СССР — министр СССР;
  - в 1964—1965 гг. — председатель государственного производственного комитета по рыбному хозяйству СССР — министр СССР;
  - в 1965—1979 гг. — министр рыбного хозяйства СССР.

### Оценки деятельности
Уже к 1960 г. деятельность Ишкова вызывала в обществе резко негативную реакцию: считалось, в частности, что он «перевыполнением планов обезрыбил Волгу».

### Роль Ишкова в «рыбной мафии»

Мемориальная доска Ишкову в Москве

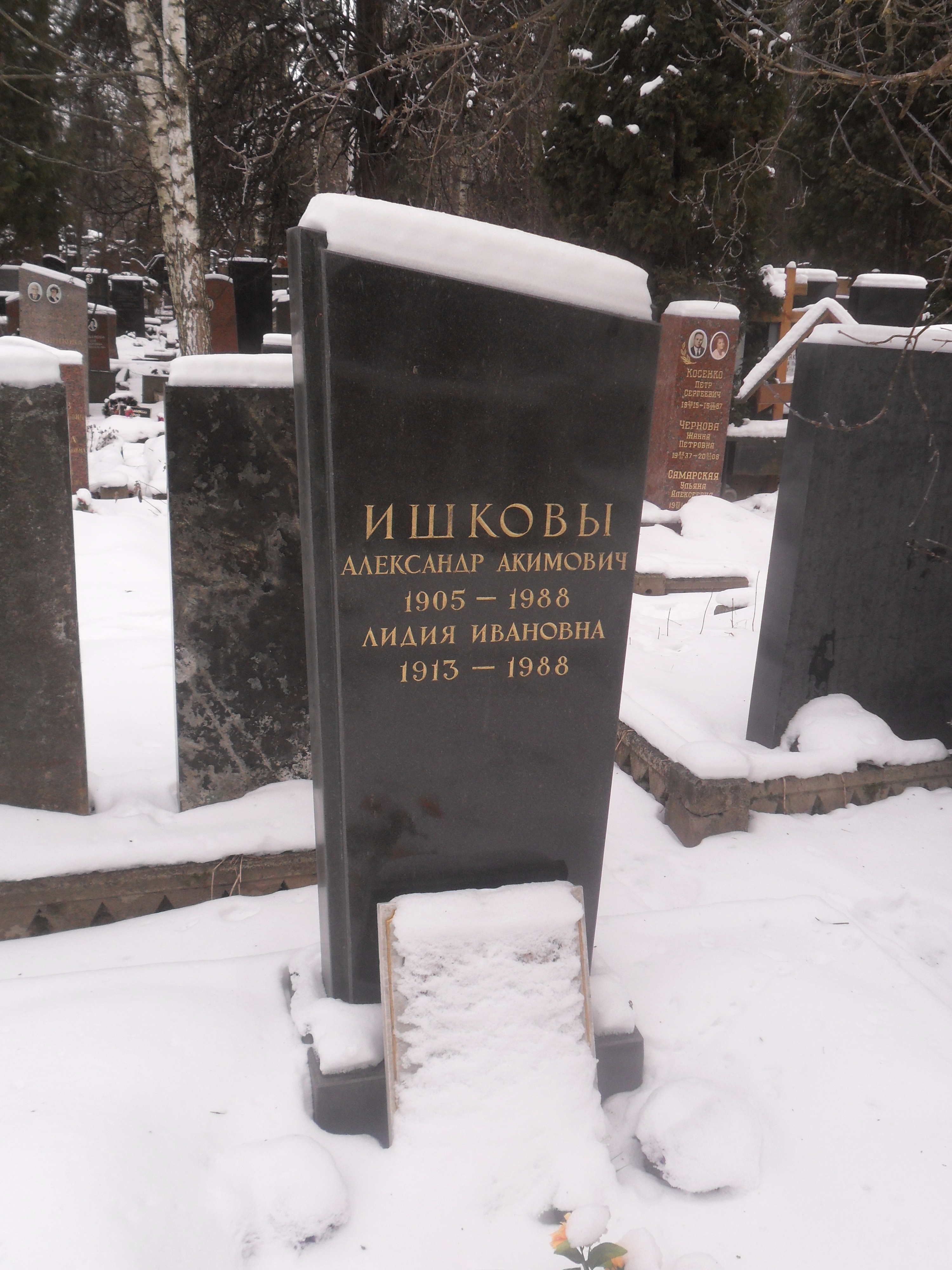
Могила Ишкова на Кунцевском кладбище Москвы.

В 1978 году следственными органами СССР, была вскрыта крупномасштабная преступная организация (позже названная «рыбная мафия»), занимавшаяся крупными хищениями в сфере вылова и дальнейшей реализации (в том числе экспорта) рыбы, а также черной и красной икры. Схема хищений замыкалась на открытой за несколько лет до этого всесоюзной сети магазинов «Океан», курировал которую заместитель Ишкова — В. И. Рытов. Все фигуранты на допросах указывали на Рытова, как организатора и мозгового центра мафии. Вскоре он был арестован и позже приговорен к расстрелу. Несмотря на то, что у следствия был материал и на Ишкова, он, благодаря личному заступничеству Брежнева, уголовной ответственности избежал, а лишь только лишился должности и отправлен на пенсию.

## Память
- В 2008 году в Москве по адресу Рождественский бульвар, дом 12 — открыта мемориальная доска. Автор: скульптор, народный художник России, Лауреат Ленинской премии — Согоян Ф. М.

Учреждена памятная медаль «100 лет со дня рождения министра рыбного хозяйства СССР Александра Ишкова»

## Награды и звания
- Герой Социалистического Труда (28.08.1975);
- пять орденов Ленина

1. 01.08.1936 — за «перевыполнение пищевой промышленностью годового государственного плана 1935 года, а также за успешно проводимую работу по улучшению качества изделий предприятиями Народного комиссариата пищевой промышленности»
2. 07.08.1955 — в связи с 50-летием со дня рождением и отмечая заслуги перед Советским государством
3. 13.04.1963
4. 28.08.1965
5. 28.08.1975 — к званию Герой Социалистического Труда

- орден Октябрьской Революции (25.08.1971)
- орден Трудового Красного Знамени (02.04.1939)
- орден Красного Знамени (25.08.1943)
- медали СССР
- государственные награды Чили, Перу и Болгарии [5]

## Киновоплощения
- Виктор Борисов в телевизионном сериале «Казнокрады» фильм № 5 Операция «Океан» (Россия, 2011 год)
- Игорь Скляр в телевизионном сериале «Икра» (Россия, 2018 год)